# 1971年のラジオ (日本)
1971年のラジオ (日本)では、1971年の日本のラジオ番組、その他ラジオ界の動向について記す。

## 主なその他ラジオ関連の出来事
- 3月20日 - NHK高松放送局のFMステレオ放送での放送波中継回線が、この日から（FM開局時から行っていた）、大阪からの直接受信から、岡山局経由での中継（大阪（生駒山）→岡山（金甲山）→高松）に変更。また、NHK徳島放送局の同回線もこの日から、大阪からの直接受信から、和歌山局（大阪→和歌山→徳島）ないし神戸局（大阪→神戸→徳島）を各々経由する2回線体制となる[1]。
- 3月26日 - NHKが浦和（現・さいたま放送局）、岐阜でFM放送を開始[2]。
- 3月27日 - NHKが京都、奈良でFM放送を開始[2]。
- 4月1日 - NHKラジオ第2放送、夜間の外国電波による混信被害軽減と難聴対策を図るため、秋田の同放送をこの日から、いままでの10kWから500kWに増力し、運用を開始[注 1][3][4]。
- 8月28日 - NHKが千葉でFM放送を開始[5]。
- 11月1日 - AM局10局が一斉に出力を増力。その内、これを機に3局が周波数を一斉に変更。出力では、在京3局（TBSラジオ、文化放送、ニッポン放送）がそれぞれ50kW→100kWに、在版3局（朝日放送（ABC）ラジオ、毎日放送（MBS）ラジオ、ラジオ大阪（OBC））がそれぞれ20kW→50kWに、北海道放送、中部日本放送（CBC）ラジオが各々10kW→50kWに、札幌テレビ放送（STV）ラジオが5kW→50kWに、ラジオ関西が10kW→20kWに、出力を増力した[6]。更に出力増力と同時に、ニッポン放送は1310kHz→1240kHzへ、ラジオ大阪は1380kHz→1310kHzへ、STVラジオは1460kHz→1440kHzへそれぞれ周波数を変更した。

## 特別番組

### 1月放送
- 17日 - 50時間マラソンジョッキー（ニッポン放送）

### 10月放送
- 29日 - マラソンワイド100時間（ニッポン放送）

## 開始番組

### 1971年3月放送開始
ニッポン放送
- 1日 - 村上正行のお早よう6時です

毎日放送
- 1日 - 月亭可朝のおひるの歌謡曲

### 1971年4月放送開始
NHKラジオ第1放送
- 7日 - 水曜寄席
- 9日 - 歌謡スポット
- 11日
  - こどものためのレコードコンサート
  - 日曜ダイジェスト

NHKラジオ第2放送
- 8日 - 技術と生活
- 10日 - 家庭学級

NHK-FM放送
- 5日 - ひるのミュージックコーナー
- 11日 - 名曲のたのしみ

東京放送
- 開始日不明 - 日曜ワイドラジオTOKYO

文化放送
- 13日 - ダイナミックジャンボ

新潟放送
- 5日 - ミュージックポスト

中部日本放送
- 1日 - CBCビップ・ヤング

近畿放送
- 開始日不明 - サンマルコからボンジョルノ

朝日放送
- 1日 - おはようパーソナリティ

毎日放送
- 5日 - 二郎のヤングジョッキー
- 19日 - フレッシュ歌謡曲

ラジオ大阪
- 6日 - 歌と競馬中継 遊べ半どん! どんとこい!
- 開始日不明 - 心のいこい

エフエム東京
- 1日 - FMでおはよう
- 3日 - サウンド・イン・ナウ

### 1971年5月放送開始
毎日放送
- 1日 - MBSスカイレーダー モーニングセスナ情報

### 1971年6月放送開始
ニッポン放送
- 7日
  - コッキーポップ
  - 露の五郎のおひるの歌謡曲

### 1971年10月放送開始
NHKラジオ第1放送
- 5日 - 歌の星座

STVラジオ
- 2日 - GO!GO!サタデイ

東京放送
- 4日
  - こんちワ近石真介です
  - はがきでこんにちは

岐阜放送
- 18日 - ヤングスタジオ1430

毎日放送
- 4日 - テレフォン ばらえ亭
- 9日 - 日産ラジオスペシャル

大阪放送
- 4日 - 水本貴士のオーサカ1310

山陽放送
- 開始日不明 - レッツゴーモーニング

### 1971年11月放送開始
北海道放送
- 開始日不明 - ベストテンほっかいどう

東京放送
- 1日 - 東京ダイヤル

ニッポン放送
- 6日 - 野末陳平のオール電話リクエスト

エフエム東京
- 19日 - TDKオリジナルコンサート
- 開始日不明 - ポップス・ベスト20

### 開始日不明
熊本放送
- ばってん荒川 ぴら〜っと登場!

## 終了番組

### 1971年6月放送終了
ニッポン放送
- 5日 - 青春ホットライン

### 1971年9月放送終了
TBSラジオ
- 30日 - 夜のバラード